# Petr Nouza
Petr Nouza (nació el 9 de septiembre de 1998) es un jugador de tenis checo.
Nouza su ranking ATP más alto de singles fue el número 536, logrado el 5 de agosto de 2019. Su ranking ATP más alto de dobles fue el número 79, logrado el 8 de abril de 2024.
Nouza hizo su debut en el cuadro principal de Grand Slam en dobles en el Abierto de Australia 2024.

## Títulos ATP (2; 0+2)

### Dobles (2)
| Leyenda                         |
| Grand Slam (0)                  |
| ATP Wourld Tour Finals (0)      |
| ATP Masters 1000 World Tour (0) |
| ATP World Tour 500 series (0)   |
| ATP World Tour 250 series (2)   |

| N.º | Fecha               | Torneo    | Superficie    | Pareja      | Oponentes en la final            | Resultado           |
| --- | ------------------- | --------- | ------------- | ----------- | -------------------------------- | ------------------- |
| 1.  | 5 de abril de 2025  | Marrakech | Tierra batida | Patrik Rikl | Hugo Nys Édouard Roger-Vasselin  | 6-3, 6-4            |
| 2.  | 26 de julio de 2025 | Kitzbühel | Tierra batida | Patrik Rikl | Neil Oberleitner Joel Schwärzler | 1-6, 7-6(3), [10-5] |

#### Finalista (1)
| N.º | Fecha                 | Torneo    | Superficie | Pareja      | Oponentes en la final         | Resultado |
| --- | --------------------- | --------- | ---------- | ----------- | ----------------------------- | --------- |
| 1.  | 20 de octubre de 2024 | Estocolmo | Dura (i)   | Patrik Rikl | Harri Heliövaara Henry Patten | 5-7, 3-6  |

## Títulos Challenger; 11 (0 + 11)
| Leyenda             | Individuales | Dobles |
| ------------------- | ------------ | ------ |
| ATP Challenger Tour | 0            | 11     |

### Dobles
| N.º | Fecha                    | Torneo          | Superficie    | Compañero          | Oponentes en la final                   | Resultado        |
| --- | ------------------------ | --------------- | ------------- | ------------------ | --------------------------------------- | ---------------- |
| 1.  | 7 de enero de 2023       | Oeiras Indoor   | Dura (i)      | Victor Vlad Cornea | Jonathan Eysseric Pierre-Hugues Herbert | 6-3, 7-6(5)      |
| 2.  | 6 de mayo de 2023        | Praga-2         | Tierra batida | Andrew Paulson     | Jiří Barnat Jan Hrazdil                 | 6-4, 6-3         |
| 3.  | 6 de mayo de 2023        | Skopje          | Tierra batida | Andrew Paulson     | Sriram Balaji Jeevan Nedunchezhiyan     | 7-6(5), 6-3      |
| 4.  | 23 de junio de 2023      | Poznań          | Tierra batida | Karol Drzewiecki   | Ariel Behar Adam Pavlasek               | 7-6(2), 7-6(2)   |
| 5.  | 5 de agosto de 2023      | Liberec         | Tierra batida | Andrew Paulson     | Neil Oberleitner Tim Sandkaulen         | 6-3, 6-4         |
| 6.  | 25 de agosto de 2023     | Praga II        | Tierra batida | Andrew Paulson     | Filip Bergevi Mick Veldheer             | 7-5, 6-3         |
| 7.  | 10 de febrero de 2024    | Nottingham      | Tierra batida | Patrik Rikl        | Antoine Escoffier Joshua Paris          | 6-3, 7-6(3)      |
| 8.  | 25 de febrero de 2024    | Tenerife        | Tierra batida | Patrik Rikl        | Sander Arends Sem Verbeek               | 6-4, 4-6, [11-9] |
| 9.  | 3 de agosto de 2024      | San Marino      | Tierra batida | Patrik Rikl        | Théo Arribagé Orlando Luz               | 1-6, 7-5, [10-6] |
| 10. | 7 de septiembre de 2024  | Sevilla         | Tierra batida | Patrik Rikl        | George Goldhoff Fernando Romboli        | 6-3, 6-2         |
| 11. | 21 de septiembre de 2024 | Bad Waltersdorf | Tierra batida | Patrik Rikl        | Guido Andreozzi Sriram Balaji           | 6-4, 4-6, [10-5] |